# 擦弦楽器
擦弦楽器（さつげんがっき）とは、弓または棒で、弦をこする（擦・さつ）ことによって音を出す楽器（弦楽器）の総称である。

## 主な擦弦楽器
- ヴァイオリン属
  - ヴァイオリン
  - ヴィオラ
  - チェロ
- ヴィオール属
  - コントラバス
  - ヴィオラ・ダ・ガンバ
  - ヴィオラ・ダモーレ
- 胡弓
  - 三弦胡弓
  - 四弦胡弓
  - 大胡弓
  - 胡弓（くーちょー：沖縄の胡弓）
  - 玲琴
- 奚琴（ヘグム）
  - 小奚琴
- 馬頭琴
- 胡琴
  - 二胡
  - 高胡
  - 提琴
  - 京胡
  - 四胡
  - 板胡
- 牙箏（アジェン）
- 初瀬琴
- サーランギ
- ディルルバ
- エスラージ
- サリンダ
- ギジャック
- ラバーブ
- ソー・サム・サイ
- ソー・ドゥォン
- トゥロ
- ダン・ニー
- ダン・ガオ
- グズリ
- ケマンチェ
- ガドゥルカ
- ギヤーク
- コブス
- ニッケルハルパ
- ハーディー・ガーディー
- ボウド・プサルテリー
- プサルモディコン
- ヴィオリラ
- ウケリン
- バイオリンチター